# ویزای اف

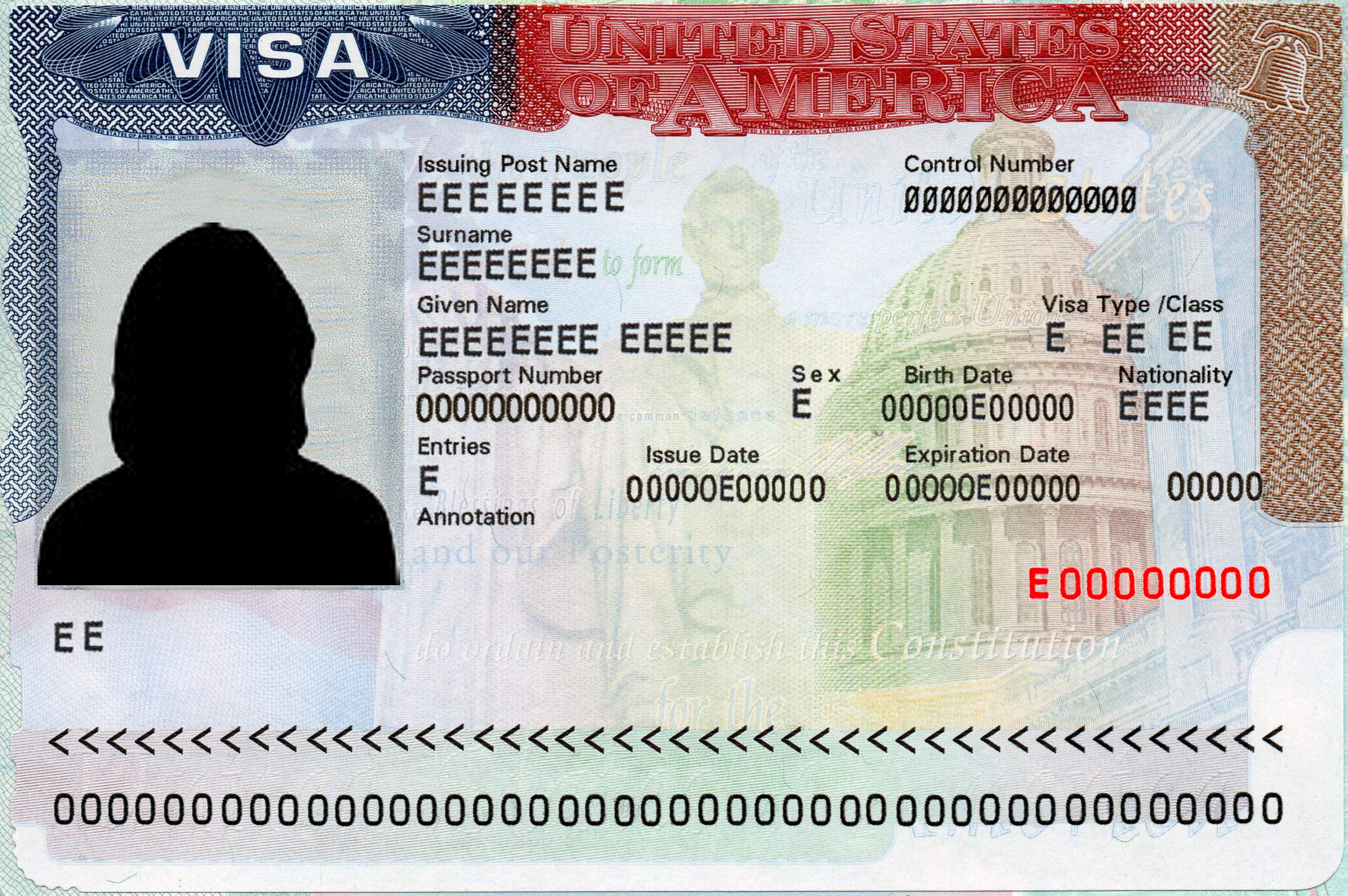
نمایی از ظاهر بصری ویزای ایالات متحده از سال ۲۰۱۳

ویزای اف، یک سند رسمی دولتی ایالات متحده آمریکا است که هر دانشجو به منظور ورود به خاک آمریکا و تحصیل در آن کشور، بایستی داشته‌باشد.
به دانشجوی اصلی ویزای اف-۱ (F-1)، به بستگان درجه‌یک، ویزای اف-۱ (F-2) و به ساکنین نقاط مرزی، ویزای اف-۳ (F-3) داده می‌شود.

## آمار ویزای اف
آمار مربوط به ویزای اف در سال 2012
| نوع ویزا   | تعداد متقاضی | تعداد ویزای صادر شده | تعداد تقاضای رد شده | تعداد تقاضای ناقص یا مشکل دار |
| ---------- | ------------ | -------------------- | ------------------- | ----------------------------- |
| ویزای اف ۱ | ۶۵۷٬۷۱۴      | ۴۸۶٬۹۰۰              | ۱۷۰٬۸۱۴             | ۶۴٬۸۲۹                        |
| ویزای اف ۲ | ۳۹٬۲۳۷       | ۲۷٬۵۶۱               | ۱۱٬۶۷۶              | ۵٬۷۵۹                         |
| ویزای اف ۳ | ۸۹۵          | ۷۹۲                  | ۱۰۳                 | ۸۶                            |